# Potentilla divaricata
Potentilla divaricata är en rosväxtart som beskrevs av Dc.. Potentilla divaricata ingår i Fingerörtssläktet som ingår i familjen rosväxter. Inga underarter finns listade i Catalogue of Life.